# Aristastoma concentrica
Aristastoma concentrica är en svampart som beskrevs av Tehon 1933. Aristastoma concentrica ingår i släktet Aristastoma, divisionen sporsäcksvampar och riket svampar.   Inga underarter finns listade i Catalogue of Life.